# ニック・オブ・タイム (映画)
『ニック・オブ・タイム』（Nick of Time）は、1995年製作のアメリカ映画。ジョン・バダム監督。Nick =「刻み」や「溝」と解され、Nick of Time = （その瞬間の）時の刻み ＝「際どい時」という意味。映画の中の時間と実際の時間がほぼ同じく流れてゆく。

## あらすじ
娘リンと共にロサンゼルス郊外のユニオン駅に着いた会計士のジーン・ワトソン（ジョニー・デップ）は突然、警官を装った不審な男女に娘を人質にとられ、カリフォルニア州知事候補（現知事）のエレノア・グラント暗殺を強要される。
「90分以内に暗殺しないと娘の命はない。」と謎の男・スミス（クリストファー・ウォーケン）に脅迫され、終始監視されている中、ジーンは知恵を絞り、あの手この手で警備や関係者に助けを求めるも、知事の警備陣にも暗殺グループが潜り込んでいることが分かり愕然とする。やむなくジーンは、味方は暗殺される知事自身だけだと考え、協力を仰ぐため知事の部屋に侵入し、協力を依頼する。時は刻一刻と迫り、ジーンは暗殺を遂行しようとするが、そこには追い詰められながらもジーンが持つ物怖じしない機転と周到に張り巡らした伏線に知事暗殺を企む謎の男・スミス達が徐々に追い詰められてゆく…。

## キャスト
| 役名                     | 俳優                       | 日本語吹替 | 日本語吹替   |
| 役名                     | 俳優                       | ソフト版   | 日本テレビ版 |
| ------------------------ | -------------------------- | ---------- | ------------ |
| ジーン・ワトソン         | ジョニー・デップ           | 森川智之   | 置鮎龍太郎   |
| Mr.スミス                | クリストファー・ウォーケン | 大塚芳忠   | 江原正士     |
| ヒューイ                 | チャールズ・S・ダットン    | 銀河万丈   | 玄田哲章     |
| Ms.ジョーンズ            | ローマ・マフィア           | 弘中くみ子 | 塩田朋子     |
| エレノア・グラント州知事 | マーシャ・メイソン         | 弥永和子   | 鈴木弘子     |
| ブレンダン・グラント     | ピーター・ストラウス       | 有本欽隆   | 菅生隆之     |
| クリスタ・ブルックス     | グロリア・ルーベン         | 湯屋敦子   | 本田貴子     |
| リン・ワトソン           | コートニー・チェイス       | 氷上恭子   | 増田ゆき     |
| 謎の男                   | G・D・スプラドリン         | 筈見純     | 加藤精三     |

- ソフト版：VHS・DVD収録
- 日本テレビ版：初回放送2003年8月8日『金曜ロードショー』